# Microfono a elettrete

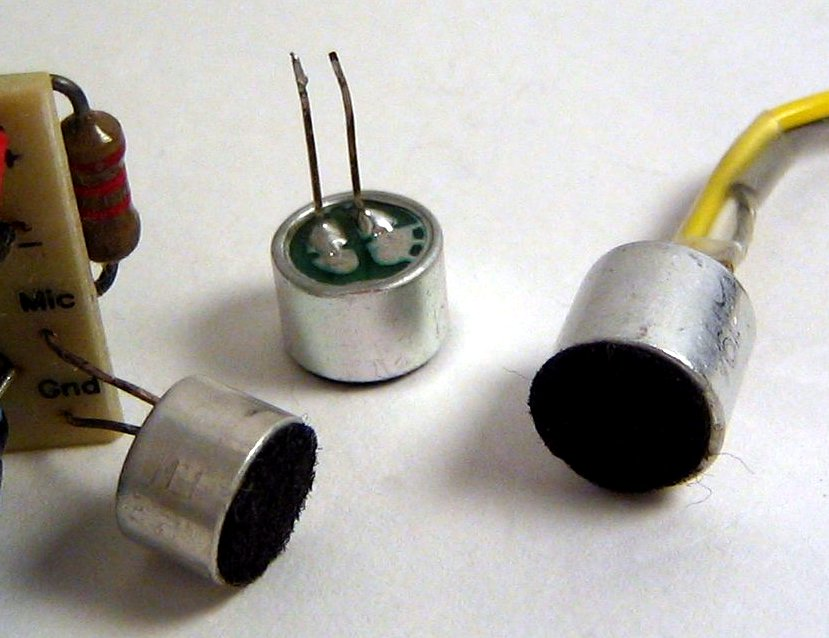
Capsule microfono a condensatore a elettrete

Il microfono a elettrete o microfono electret è un particolare tipo di microfono a condensatore, basato su un elettrete.

Microfono a elettrete
1. membrana
2. piastra rigida metallica
3. alloggiamento
4. pressione acustica
5. strato metallico
6. strato di elettrete

I microfoni a condensatore necessitano di una polarizzazione elettrica. Un elettrete è un materiale dielettrico stabile che conserva al suo interno una carica elettrica. Quindi, nel microfono a condensatore a elettrete, la carica polarizzante non viene fornita dall'esterno, bensì è interna e situata nel diaframma o nella capsula fissa. Grazie a questa carica, il microfono a condensatore a elettrete non necessita di un'alimentazione esterna per la polarizzazione, che solitamente è complessa da fornire.
Comunque, dato il basso livello del segnale generato dal microfono, questo solitamente contiene anche uno stadio preamplificatore che necessita di alimentazione. L'alimentazione di tale stadio è però meno critica e può avvenire tramite una batteria contenuta nel microfono o può venir fornita tramite il cavo di uscita (si parla in questa caso di alimentazione phantom).
Un elettrete è un materiale dielettrico stabile con carica elettrostatica permanentemente incorporata (che, a causa dell'alta resistenza e della stabilità chimica del materiale, può perdurare per centinaia di anni). Il nome deriva da una contrazione tra le parole elettrostatico e magnete, per analogia con la formazione del magnetismo per allineamento di domini magnetici nel ferro. Gli elettreti vengono normalmente creati fondendo prima un materiale dielettrico appropriato come plastica o cera che contenga molecole polari, e poi facendolo solidificare nuovamente in un potente campo elettrostatico uniforme. Le molecole polari del dielettrico si allineano alla direzione del campo elettrostatico, producendo una "polarizzazione" elettrostatica permanente. I moderni microfoni a elettreti usano plastica PTFE, in film o in forma solubile, per formare l'elettrete.